# Majak Mawith
Majak Mawith (Kakuma, 18 settembre 1999) è un calciatore keniota naturalizzato sudsudanese, portiere del Jamus e della nazionale sudsudanese.

## Carriera

### Nazionale
Ha debuttato con la nazionale sudsudanese il 10 febbraio 2019, nella partita pareggiata per 1-1 contro la Guinea Equatoriale, valida per le qualificazioni ai Mondiali 2022.

## Statistiche

### Cronologia presenze e reti in nazionale
Aggiornato al 5 maggio 2023
| Cronologia completa delle presenze e delle reti in nazionale ― Sudan del Sud | Cronologia completa delle presenze e delle reti in nazionale ― Sudan del Sud | Cronologia completa delle presenze e delle reti in nazionale ― Sudan del Sud | Cronologia completa delle presenze e delle reti in nazionale ― Sudan del Sud | Cronologia completa delle presenze e delle reti in nazionale ― Sudan del Sud | Cronologia completa delle presenze e delle reti in nazionale ― Sudan del Sud | Cronologia completa delle presenze e delle reti in nazionale ― Sudan del Sud | Cronologia completa delle presenze e delle reti in nazionale ― Sudan del Sud |
| Data                                                                         | Città                                                                        | In casa                                                                      | Risultato                                                                    | Ospiti                                                                       | Competizione                                                                 | Reti                                                                         | Note                                                                         |
| ---------------------------------------------------------------------------- | ---------------------------------------------------------------------------- | ---------------------------------------------------------------------------- | ---------------------------------------------------------------------------- | ---------------------------------------------------------------------------- | ---------------------------------------------------------------------------- | ---------------------------------------------------------------------------- | ---------------------------------------------------------------------------- |
| 4-9-2019                                                                     | Khartoum                                                                     | Sudan del Sud                                                                | 1 – 1                                                                        | Guinea Equatoriale                                                           | Qual. Mondiali 2022                                                          | -1                                                                           |                                                                              |
| 8-9-2019                                                                     | Malabo                                                                       | Guinea Equatoriale                                                           | 1 – 0                                                                        | Sudan del Sud                                                                | Qual. Mondiali 2022                                                          | -1                                                                           |                                                                              |
| 9-10-2019                                                                    | Omdurman                                                                     | Sudan del Sud                                                                | 2 – 1                                                                        | Seychelles                                                                   | Qual. Coppa d'Africa 2021                                                    | -1                                                                           |                                                                              |
| 9-10-2019                                                                    | Victoria                                                                     | Seychelles                                                                   | 0 – 1                                                                        | Sudan del Sud                                                                | Qual. Coppa d'Africa 2021                                                    | -                                                                            |                                                                              |
| 13-11-2019                                                                   | Blantyre                                                                     | Malawi                                                                       | 1 – 0                                                                        | Sudan del Sud                                                                | Qual. Coppa d'Africa 2021                                                    | -1                                                                           |                                                                              |
| 17-11-2019                                                                   | Khartoum                                                                     | Sudan del Sud                                                                | 1 – 2                                                                        | Burkina Faso                                                                 | Qual. Coppa d'Africa 2021                                                    | -2                                                                           |                                                                              |
| 16-11-2020                                                                   | Nairobi                                                                      | Sudan del Sud                                                                | 1 – 0                                                                        | Uganda                                                                       | Qual. Coppa d'Africa 2021                                                    | -                                                                            | 86’                                                                          |
| 12-3-2021                                                                    | Nairobi                                                                      | Kenya                                                                        | 1 – 0                                                                        | Sudan del Sud                                                                | Amichevole                                                                   | -1                                                                           |                                                                              |
| 24-3-2021                                                                    | Omdurman                                                                     | Sudan del Sud                                                                | 0 – 1                                                                        | Malawi                                                                       | Qual. Coppa d'Africa 2021                                                    | -1                                                                           |                                                                              |
| 23-3-2023                                                                    | Brazzaville                                                                  | Rep. del Congo                                                               | 1 – 2                                                                        | Sudan del Sud                                                                | Qual. Coppa d'Africa 2023                                                    | -1                                                                           | 85’                                                                          |
| 27-3-2023                                                                    | Dar es Salaam                                                                | Sudan del Sud                                                                | 0 – 1                                                                        | Rep. del Congo                                                               | Qual. Coppa d'Africa 2023                                                    | -1                                                                           | 64’                                                                          |
| 8-9-2023                                                                     | Bamako                                                                       | Mali                                                                         | 4 – 0                                                                        | Sudan del Sud                                                                | Qual. Coppa d'Africa 2023                                                    | -4                                                                           |                                                                              |
| Totale                                                                       |                                                                              | Presenze                                                                     | 12                                                                           |                                                                              | Reti                                                                         | -14                                                                          |                                                                              |